# Müllerberge
Das Naturschutzgebiet Müllerberge liegt im Landkreis Uckermark in Brandenburg.
Das Naturschutzgebiet erstreckt sich südöstlich von Kunow und südwestlich von Hohenfelde, beide Ortsteile der Stadt Schwedt/Oder. Nördlich und östlich des Gebietes verläuft die Landesstraße L 27 und östlich die B 2. Südwestlich fließt die Welse, ein linker Nebenfluss der Oder.

## Bedeutung
Das rund 61 ha große Gebiet wurde mit Verordnung vom 1. Februar 1997 unter der Kenn-Nummer 1520 unter Naturschutz gestellt. 